# Fey (Vaud)
Fey – miejscowość i gmina (commune) w zachodniej Szwajcarii, w kantonie Vaud, w okręgu (district) Gros-de-Vaud. Leży nad rzeką Sauteru.

## Demografia
W Fey mieszkają 754 osoby. W 2021 roku 11,7% populacji gminy stanowiły osoby urodzone poza Szwajcarią. 

## Transport
Przez teren gminy przebiega droga główna nr 150.